# L'Assumpció de Torre-serona
L'Assumpció de Torre-serona és una església de Torre-serona (Segrià) inclosa a l'Inventari del Patrimoni Arquitectònic de Catalunya.

## Descripció
Església entre mitgeres que fa pensar que es tractaria de l'adaptació d'un casal a la funció d'església, afegint-hi el campanar. El portal adovellat amb trencaaigües, els dos finestrons de mig punt i així com el paredat de la façana fan suposar en una edificació de finals del romànic. L'interior és completament enguixat segons la tipologia neoclàssica, amb ornamentació típica del barroquisme popular.